# Komunistyczny Komitet Kabindy
Komunistyczny Komitet Kabindy – grupa separatystycznych bojowników walczących o oderwanie prowincji Kabindy od Angoli. Ugrupowanie odłączyło się od Frontu Wyzwolenia Enklawy Kabindy w 1988. Na czele ugrupowania stali Kaya Mohamed Yay i Geraldo Pedro.